# Parakysis anomalopteryx
Parakysis anomalopteryx — вид риб з роду Parakysis родини Akysidae ряду сомоподібні.

## Опис
Загальна довжина сягає 3,4 см. Голова широка з невеличкими горбиками. очі маленькі, розташовані у верхній частині голови. Має 4 пари довгих вусиків. Тулуб подовжений, стислий з боків, хвостове стебло стисле з боків, вкриті дрібними горбиками. Спинний плавець високий, з невеличкою основою. Має невисокий і довгий гребінь. Жировий плавець маленький. У самців статевий сосочок тонше і довше. Грудні плавці широкі. Черевні плавці маленький. Анальний плавець великий, довгий. Хвостовий плавець широкий, з великою виїмкою, довгими лопатями, що звужуються на кінчиках.
Тіло темно-коричневе з невеликими світло-коричневими плямами на тілі. Хвостовий плавник темний.

## Спосіб життя
Є демерсальною рибою. Воліє до прісної води. Зустрічається в невеликих річках зі швидкою або помірною течією з піщано-кам'янистим ґрунтом. Воліє знаходитися на мілині, серед затонулого пожухлого листя, під якими ховається в денний час. Активний вночі. Живиться дрібними донними безхребетними.

## Розповсюдження
Мешкає в басейні річки Капуас на заході острова Калімантан.